# Ritratto di gentiluomo con zampino di leone
Il Ritratto di Leonino Brembati  o Ritratto di gentiluomo con zampino di leone  è un dipinto a olio su tela (95,5x69,5 cm) di Lorenzo Lotto, databile al 1524-25 circa e conservato nel Kunsthistorisches Museum di Vienna.

## Storia
Leonino Brembati era figlio di Luca e nipote del giurista conte Leonino che aveva sposato Isotta Nogaroli (gli stemmi araldici delle due famiglie sono presenti nella loro abitazione in Bergamo, via San Giacomo al civico numero 18 che aveva fatto costruire con il figlio).
Leonino Brembati era cavaliere e conte e aveva sposato nel 1508 Lucina figlia di Giovanni Davide Brembati e nipote di Bartolomeo e Antonia Rivola Mazucconi, cui il Lotto fece il ritratto forse tra i più famosi dell'artista nel suo periodo bergamasco. Lucina portò una ricca dote di 1350 ducati. Leonino fu garante dei domenicani di Santo Stefano nella commissione della Pala Martinengo, questo spiegherebbe la sua vicinanza con l'artista veneziano. Da Lucina ebbe due figli Gerolamo, nato prematuro e che sposò Caterina figlia di Pietro Suardi e di Paola da Ponte, e Fenicia sposata con Fortunato Agosti. Si presume che in occasione del matrimonio del giovane Gerolamo con Caterina fu commissionato il dipinto del Lotto Venere e Cupido.
L'opera è nota dal 1679 quando si trovava elencata nell'inventario delle collezioni dell'arciduca Leopoldo Guglielmo, proveniente dalla collezione di Bartolomeo della Nave. La tela venne realizzata intorno al 1524-25.

## Descrizione e stile
Sullo sfondo di un tendaggio rosso e uno verde, un gentiluomo, vestito di un sontuoso robone nero con guarnizioni di pelliccia, sta in piedi, porta una mano al petto e con l'altra mostra allo spettatore uno zampino leonino dorato. La posa leggermente di tre quarti, l'inquadratura fino al ginocchio, l'abito scuro, rimandano alla ritrattistica di Tiziano Vecellio, senz'altro l'artista allora più influente a Venezia.
Il significato simbolico dello zampino è un tipico calembour lottesco - si pensi ad esempio ai "tre visi" dell'orefice trevigiano - che identifica il personaggio come Leonino Brembati, marito peraltro di quella Lucina Brembati, il cui ritratto conservato nella pinacoteca dell'Accademia Carrara presenta l'ennesimo gioco di parole visivo del pittore: sulla luna sono inserite le lettere "ci" in una sorta di rebus che va sciolto chiaramente in "lu(ci)na".
I due ritratti presentano un'ulteriore prova a conferma dell'identificazione: sulle dita dei due nobili bergamaschi compare l'anello con lo stemma di famiglia, troncato bianco e nero con una banda rossa, ancora ben visibile nell'opera di Bergamo, e ravvisabile ormai solo in antiche foto su quella di Vienna.